# بواز باراک
بوآز باراک (به انگلیسی: Boaz Barak، زادهٔ ۱۹۷۴) یک استاد اسرائیلی-آمریکایی علوم رایانه در دانشگاه هاروارد است.

## سنین جوانی و تحصیلات
او در سال ۱۹۹۹ با مدرک کارشناسی در ریاضیات و علوم رایانه از دانشگاه تل آویو فارغ التحصیل شد. در سال ۲۰۰۴ دکترای خود را از مؤسسه علوم وایزمن با پایان‌نامه تکنیک‌های غیر جعبه سیاه در رمزنگاری زیر نظر اودد گلدریچ دریافت کرد. باراک به مدت دو سال از سال ۲۰۰۳ تا ۲۰۰۵ در مؤسسه مطالعات پیشرفته بود. او از سال ۲۰۰۵ تا ۲۰۱۰ استادیار بخش علوم رایانه دانشگاه پرینستون و از سال ۲۰۱۰ تا ۲۰۱۱ دانشیار بود. از سال ۲۰۱۰ تا ۲۰۱۶، او محقق آزمایشگاه تحقیقاتی نیو انگلند مایکروسافت بود. از سال ۲۰۱۶، او استاد گوردون مک کی در علوم رایانه در دانشکده مهندسی و علوم کاربردی هاروارد جان آ. پالسون است. او شهروند اسرائیل و ایالات متحده است.

## حرفه
او به همراه سانجیف آرورا کتاب پیچیدگی محاسباتی: رویکردی مدرن را که توسط انتشارات دانشگاه کمبریج در سال ۲۰۰۹ منتشر شد، نوشت. باراک همچنین یادداشت‌های گسترده‌ای با دیوید استورر در مورد الگوریتم مجموع مربع‌ها نوشت و گهگاه در وبلاگ ویندوز آن تئوری منتشر کرد. در سال ۲۰۱۳، او، رابرت جی. گلدستون و الکساندر گلاسر روی طراحی یک سیستم "دانش صفر" کار کردند تا تأیید کنند که کلاهک‌های تعیین شده برای خلع سلاح در واقع همان چیزی هستند که مدعی هستند. یک کلاهک شناخته شده، بازرسان می‌توانند بدون افشای اسرار هسته‌ای تشخیص دهند که آیا کلاهکی که خلع سلاح می‌شود، واقعی است یا فریبکاری است که برای فرار از الزامات معاهده طراحی شده است.
در سال ۲۰۱۴ باراک به عنوان سخنران در کنگره جهانی ریاضیدانان در سئول دعوت شد. او با مارک براورمن، شی چن و آنوپ رائو برنده جایزه مقاله برجسته SIAM در سال ۲۰۱۶ برای مقاله "چگونه ارتباطات تعاملی را فشرده کنیم" شد. او در سال ۲۰۲۲ به عضویت انجمن ماشین‌های حسابگر، «به دلیل مشارکت در علوم رایانه نظری، به ویژه رمزنگاری و پیچیدگی محاسباتی، و خدمات به جامعه تئوری» معرفی شد.

## ثبت اختراعات
«روش اجرای برنامه‌های کاربردی ایمن شده فعال در یک سیستم ناامن» با امیر هرزبرگ، دالیت ناور و الداد شای از آزمایشگاه تحقیقاتی IBM هایفا. ثبت شده در نوامبر ۱۹۹۹، اعطا شده در فوریه۲۰۰۶ با ثبت اختراع ایالات متحده ۷۰۰۳۶۷۷ است.